# Pavlešenci
Pavlešenci (makedonska: Павлешенци) är en ort i Nordmakedonien. Den ligger i den centrala delen av landet, 40 kilometer öster om huvudstaden Skopje. Pavlešenci ligger 475 meter över havet och antalet invånare är 301.